# Tsuba
Tsuba (jap. 鍔) – garda japońskich mieczy (katana, wakizashi, tantō) lub broni drzewcowej (yari, naginata) – część odpowiadająca za ochronę ręki przed ześlizgnięciem się z rękojeści na głownię (ostrze) miecza i ostrza przeciwnika w kierunku przeciwnym. 

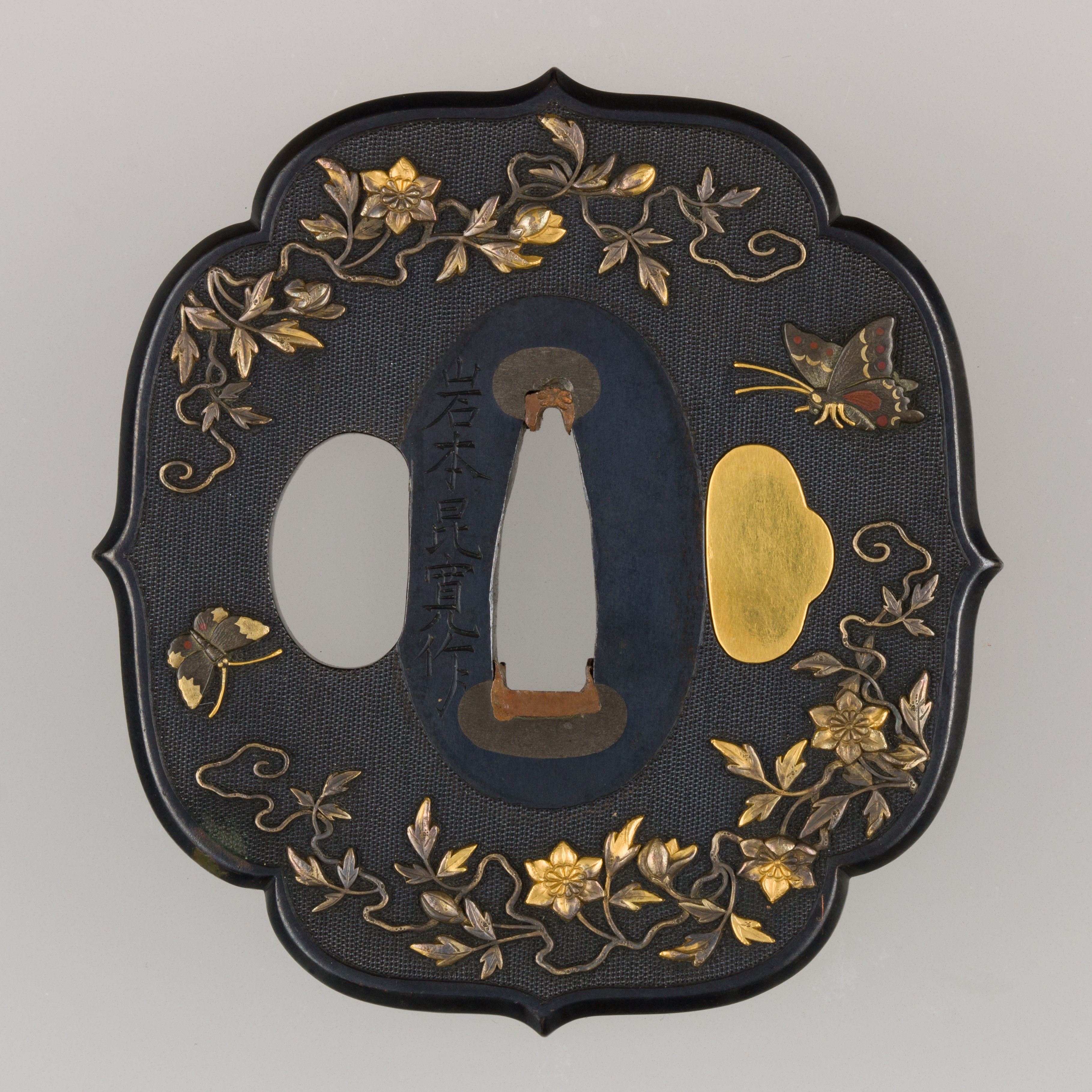
Tsuba

Pełniła także wiele dodatkowych funkcji: pozwalała wyważyć miecz, mówiła o statusie społecznym posiadacza, a podczas zwarcia chroniła rękę przed cięciem przeciwnika. 
Tsubę najczęściej wykonywano ze stopów miękkich metali: miedzi, srebra, złota, brązu, rzadziej ze stali. W najprostszej formie tsuba była pozbawioną ozdób metalową płytką. Zdarzały się jednak także tsuby ozdobne – wówczas powlekano je materiałem zdobiącym oraz wycinano w nich dekoracyjne otwory. Styl zdobienia zmieniał się z czasem, zależał od regionu geograficznego oraz wyobraźni twórcy.